# Мощурів
Мощурів — річка у Тальнівському районі Черкаської області, права притока Гірського Тікичу.

## Опис
Довжина річки 15 км, похил річки — 5,4 м/км. Формується з декількох безіменних струмків та багатьох водойм. Площа басейну 59,4 км².

## Розташування
Мощурів бере початок у селі Поташ. Тече переважно на схід через село Мошурів. На околиці села Гордашівка впадає у річку Гірський Тікич, ліву притоку Тікичу.